# Anencéphale de Vichy
L'anencéphale de Vichy est un enfant anencéphale mort-né le 6 janvier 1897 à la maternité de l’hôpital civil de Vichy.
Il a fait l'objet d'une curieuse brochure publiée en 1943 par le docteur Jean-Antoine-Mary (dit Aimé) Therre, médecin de cette maternité en 1897, qui émet l'hypothèse que ce « monstre » pourrait être issu de l'accouplement d'une humaine et d'un singe anthropoïde appartenant à une autre espèce. En réalité, la description et les photographies contenues dans la brochure sont cohérentes avec les autres cas documentés d'humains anencéphales.

## Pathologie
Décrivant l'enfant, Therre recense une dizaine d'anomalies, dont l'anencéphalie, et le décrit comme ayant un « aspect franchement simiesque surtout par ses membres démesurément longs. »

## Conception
La mère de l'enfant, âgée de 16 ans, vivait dans une roulotte avec son père et un singe « anthropoïde d'Afrique », dont Therre ne précise pas l'espèce. De « vagues rumeurs de voisinage » suggéraient des relations incestueuses entre la jeune fille et son père. Toutefois, selon Therre, l'étroitesse de l'orifice vaginal, observée par une sage-femme, semble démontrer qu'il n'y aurait pas eu de relation sexuelle entre l'adolescente et son père.

## Identité
La naissance et la mort de l'enfant, absentes des registres de l'état civil de Vichy, ne semblent documentées que par la brochure du docteur Therre, qui a conservé le corps afin de l'étudier. La mère de l'enfant y est mentionnée comme une certaine « M. B. [...] née à Grenoble le 6 [sic] avril 1880, fille de L. B. et de A. B. L ». Ces initiales permettent d'identifier la mère à Marie Brunet, née à Grenoble le 8 avril 1880, fille de Luc-Sénèque Brunet, opticien ambulant puis marchand, et de Marie-Amélie Brelliet-Laverdure, couturière puis marchande,.